# The Leather Boys
The Leather Boys é um filme de drama britânico de 1964 dirigido por Sidney J. Furie e estrelado por Rita Tushingham, Colin Campbell e Dudley Sutton. A história se passa na subcultura roqueira de Londres e apresenta um motociclista gay.
O filme é notável como um dos primeiros exemplos de um filme que violou o código de produção de Hollywood, mas ainda assim foi exibido nos Estados Unidos, além de ser um filme importante no gênero do cinema queer. Um exemplo do realismo da pia de cozinha britânico, seu tratamento da homossexualidade foi considerado ousado na época de seu lançamento.

## Enredo
Os adolescentes cockney da classe trabalhadora Dot e o motociclista Reggie se casam. O casamento deles logo azeda. Durante uma lua de mel malsucedida em um acampamento de férias, Reggie se distancia da atrevida e egocêntrica Dot. Depois disso, eles começam a viver vidas cada vez mais separadas à medida que Reggie se envolve mais com seus amigos motociclistas, especialmente o excêntrico Pete. Reggie também perde o interesse em fazer sexo com Dot.
Quando o avô de Reggie morre, Dot apenas reclama que o apoio à sua avó enlutada os impediu de ir ao cinema. Seu comportamento grosseiro no funeral e sua recusa em ir morar com a avó de Reggie levam a uma grande discussão. Ela vai embora e Reggie fica com a avó, que não sai de casa. Ele traz Pete, que foi forçado a deixar seu alojamento, para ficar com ela como inquilino. Os dois dividem uma cama na casa dela. Enquanto isso, Dot mostra interesse em Brian, outro motociclista. No dia seguinte, Pete e Reggie vão de carro até à beira-mar. Reggie quer que eles conversem com algumas garotas, mas Pete não mostra interesse.
Reggie pretende voltar para Dot, que traçou um plano para recuperá-lo fingindo estar grávida. Dot está sentada com Brian quando ela conta a Reggie sobre sua "gravidez". Acreditando que não pode ser o pai, Reggie acusa Brian e os dois brigam. Dot visita a casa da avó de Reggie e descobre que ele está dividindo a cama com Pete. Ela os provoca, chamando-os de "queers". Reggie fica perturbado com isso e pede a Pete que negue que seja homossexual, mas Pete evita responder.
Os motociclistas organizam uma corrida de Londres a Edimburgo e volta, na qual participam Reggie, Pete e Brian. Dot cavalga com Brian. Quando a bicicleta de Brian quebra, Reggie carrega Dot na sua. Dot admite que não está grávida. Os dois começam a reacender seu relacionamento. Quando eles voltam, Pete consegue separar Reggie de Dot, levando-o ao pub. Eles voltam para o quarto bêbados. Quando Pete desmaia, Reggie fica pensando. Na manhã seguinte, ele decide voltar para Dot. Pete fica chateado e diz que não consegue entender por que Reggie iria querer voltar para Dot, porque eles se dão muito melhor. Ele diz que eles deveriam ir para a América juntos. Reggie diz que precisa de uma mulher. Ele retorna para Dot, mas a descobre na cama com Brian. Desesperado, ele se encontra com Pete e diz que deseja partir para a América o mais rápido possível. Pete diz que pode conseguir passagem para eles trabalhando em um navio.
Enquanto Pete arruma as coisas, ele deixa Reggie em um pub em Silvertown, perto de Royal Docks, que acaba sendo um pub gay. Reggie percebe quando um dos clientes começa a conversar com ele. Quando Pete entra, todos o reconhecem, e Reggie de repente entende que Pete é gay. Ele sai.

## Elenco
- Rita Tushingham como Dot
- Colin Campbell como Reggie
- Dudley Sutton como Pete
- Gladys Henson como vovó
- Avice Landone como mãe de Reggie
- Lockwood West como pai de Reggie
- Betty Marsden como mãe de Dot
- Martin Matthews como tio Arthur
- Johnny Briggs como Brian
- James Chase como Les
- Geoffrey Dunn como Sr. Lunnis
- Dandy Nichols como Sra. Stanley
- Carmel McSharry como condutora de ônibus

## Produção
O filme é baseado em um romance de 1961 encomendado pelo agente literário e editor londrino Anthony Blond, que sugeriu que Gillian Freeman escrevesse sobre um "Romeu e Romeu nos subúrbios do sul de Londres". Freeman publicou o romance usando o pseudônimo de Eliot George, mas ela é creditada em seu próprio nome pelo roteiro "baseado no romance de Eliot George". O romance é explícito sobre a relação sexual entre Reggie e Pete e sobre a possibilidade de Dot estar grávida de outro homem. Também retrata sua gangue como uma rede criminosa e termina com um assalto fracassado. O enredo mudou consideravelmente para o filme, no qual apenas Pete é gay, e não há atividade criminosa.
Rita Tushingham disse que grande parte do diálogo foi improvisada depois que os atores reclamaram que o roteiro "não era nada parecido com o modo como os jovens que moravam em Londres falavam na época".
Os locais incluem o Ace Cafe e o Tidal Basin Tavern em Silvertown, East London.

## Recepção crítica
Kinematograph Weekly chamou o filme de "ganhador de dinheiro" nas bilheterias britânicas em 1964 e em uma crítica disse que o filme era "uma excursão ao mundo grosseiro de garotos 'ton-up' e 'caffs' e como um jovem o casamento do homem nunca entra em ação. A história... é sórdida e às vezes muito barulhenta, mas o drama chega a uma conclusão fraca e inconclusiva."
No Film Quarterly, John Seelye disse: "A tentativa de usar os ciclos simbolicamente e de aprimorar os visuais na corrida para Edimburgo sai fracamente; é apenas nos interiores, onde ele pode interpretar os personagens contra a familiaridade decadente de classe trabalhadora da Inglaterra, que Furie se aproxima de um estilo".
A Variety avaliou o filme como: "Melodrama salgado de rua, entregue com vigor que ajuda a disfarçar um enredo flácido."
Peter Harcourt escreveu em Sight and Sound: “No final do filme ficamos com a sensação de ter participado da maior parte da experiência pessoal. É esta qualidade pessoal, este sentimento de intimidade, que, finalmente, é a conquista de Sidney Furie como diretor."
Leslie Halliwell opinou: "Fatia de vida baixa bem observada que agora parece bastante datada, as figuras centrais não sendo mais do interesse 'heróico' que lhes foi dado na época. Tecnicamente, o filme é tedioso e elegantemente chamativo."
O Radio Times Guide to Films deu ao filme 3/5 estrelas, escrevendo: "Quase 50 anos depois, é quase impossível ver por que isso já foi considerado uma visão inaceitavelmente franca do estilo de vida gay. Colin Campbell está tão desesperadamente fora de si. profundidade como o jovem recém-casado luta com sua identidade sexual que nem mesmo a excelência de Rita Tushingham e Dudley Sutton pode salvar o que deveriam ser cenas poderosas. O filme de Sidney J. Furie é agora uma espécie de peça de época pitoresca, cheia de técnicas emprestadas de a Nouvelle vague francesa. O resultado final é exigente e chamativo, mas o casamento e as sequências de Butlin são relíquias inestimáveis da vida dos anos 1960."